# Plectrocnemia odamiyamensis
Plectrocnemia odamiyamensis là một loài Trichoptera trong họ Polycentropodidae. Chúng phân bố ở miền Cổ bắc.